# Mario Brenta

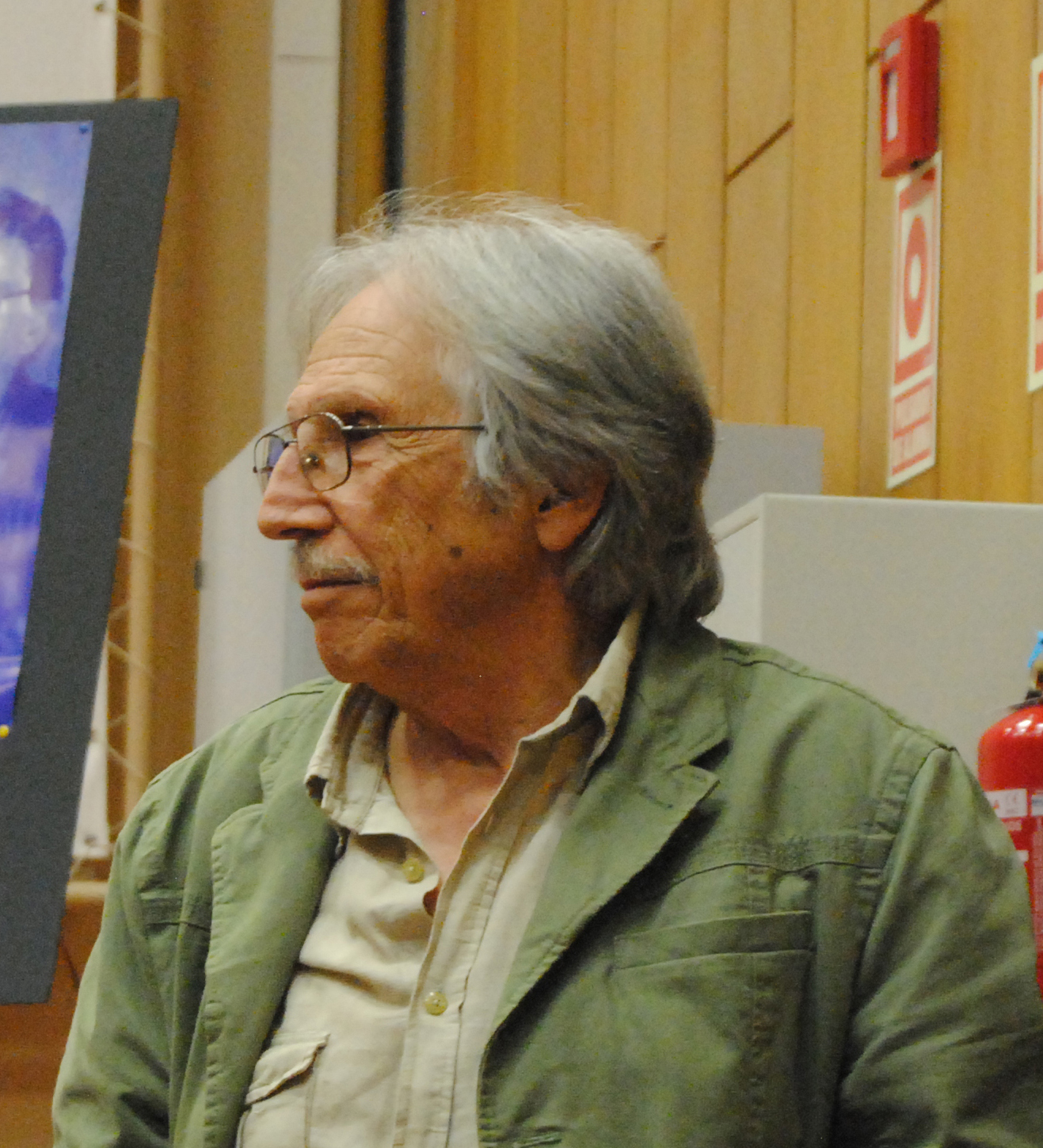
Mario Brenta (2014)

Mario Brenta (* 17. April 1942 in Venedig) ist ein italienischer Filmregisseur und Drehbuchautor.

## Leben
Brenta wurde an der von Ermanno Olmi und Tullio Kezich gegründeten Filmschule „22 Dicembre“ ausgebildet und war bereits mit 20 Jahren erstmals Regieassistent bei Eriprando Visconti, dem weitere Engagements bis 1969 folgten. Nach seiner Übersiedlung nach Rom arbeitete er für das Fernsehen, oft in Kooperation mit Carlo Tuzii, mit dem er zu Racconta la tua storia und Sotto processo beitrug sowie mit Alberto Moravia wirkte. Nach einem Drehbuch für Tuzii und einem weiteren drehte er 1974 seinen ersten eigenen Film, den stilistisch interessanten und mit dem Grolla d’Oro in Saint Vincent ausgezeichneten Vermisàt, der das große Publikum jedoch ratlos zurückließ. Nach Dokumentararbeiten, u. a. über seinen Mentor Olmi, war er 1989 mit dem seinen dokumentarischen Arbeiten verpflichteten Spielfilm Maicol zurück in den Kinos; schließlich drehte er 1994 Barnabo delle montagne nach der Erzählung von Dino Buzzati, der beim Filmfestival in Cannes aufgeführt wurde. Auch dieser Film zeigte seine ruhige, langsame, mit betäubend schönen Bildern durchdrungene Erzählweise.
Beim AsoloArtFestival präsentierte er 2010 seinen Film über Tizian. Brenta doziert an verschiedenen Hochschulen, so an der Universität Padua.

## Filmografie (Auswahl)

### Regisseur
- 1974: Veremisàt
- 1981: Effetto Olmi (Dokumentarfilm)
- 1989: Maicol
- 1994: Barnabo delle montagne

### Drehbuchautor
- 1972: Jeden Sonntagmorgen (Turre le domeniche mattina)